# Gaston Vandermeerssche
Gaston Vandermeerssche (18 de agosto de 1921 - 1 de novembro de 2010) foi um ativista belga que participou da  resistência holandesa contra a Alemanha Nazi durante a Segunda Guerra Mundial.